# Église Notre-Dame d'Hubert-Folie
L'église Notre-Dame d'Hubert-Folie est une église catholique située à Hubert-Folie, en France.

## Localisation
L'église est située dans le département français du Calvados, sur la commune d'Hubert-Folie.

## Historique
L'édifice date du XIIe et XIIIe siècles.
Le patronage appartenait à l'abbaye aux Hommes de Caen.
L'édifice fait l’objet d’une inscription au titre des monuments historiques depuis le 4 octobre 1932.

## Architecture
Arcisse de Caumont considère que l'église « offre un certain intérêt et mérite d'être conservée ».
Le chœur est roman et possède des contreforts. La tour est du XIIIe et est terminée en bâtière. A la base de la tour figure une porte pourvue de trilobe et au tympan décoré d'un agneau. Le mur de la nef possède des modillons.
Des travaux ont affecté l'édifice à l'époque moderne, avec la construction d'une sacristie en particulier.
Arcisse de Caumont signale un retable d'autel d'époque moderne, du XVIIe en particulier ainsi que des traces de fresques en forme d'appareil « comme à Rucqueville et dans beaucoup d'autres églises du Calvados ».

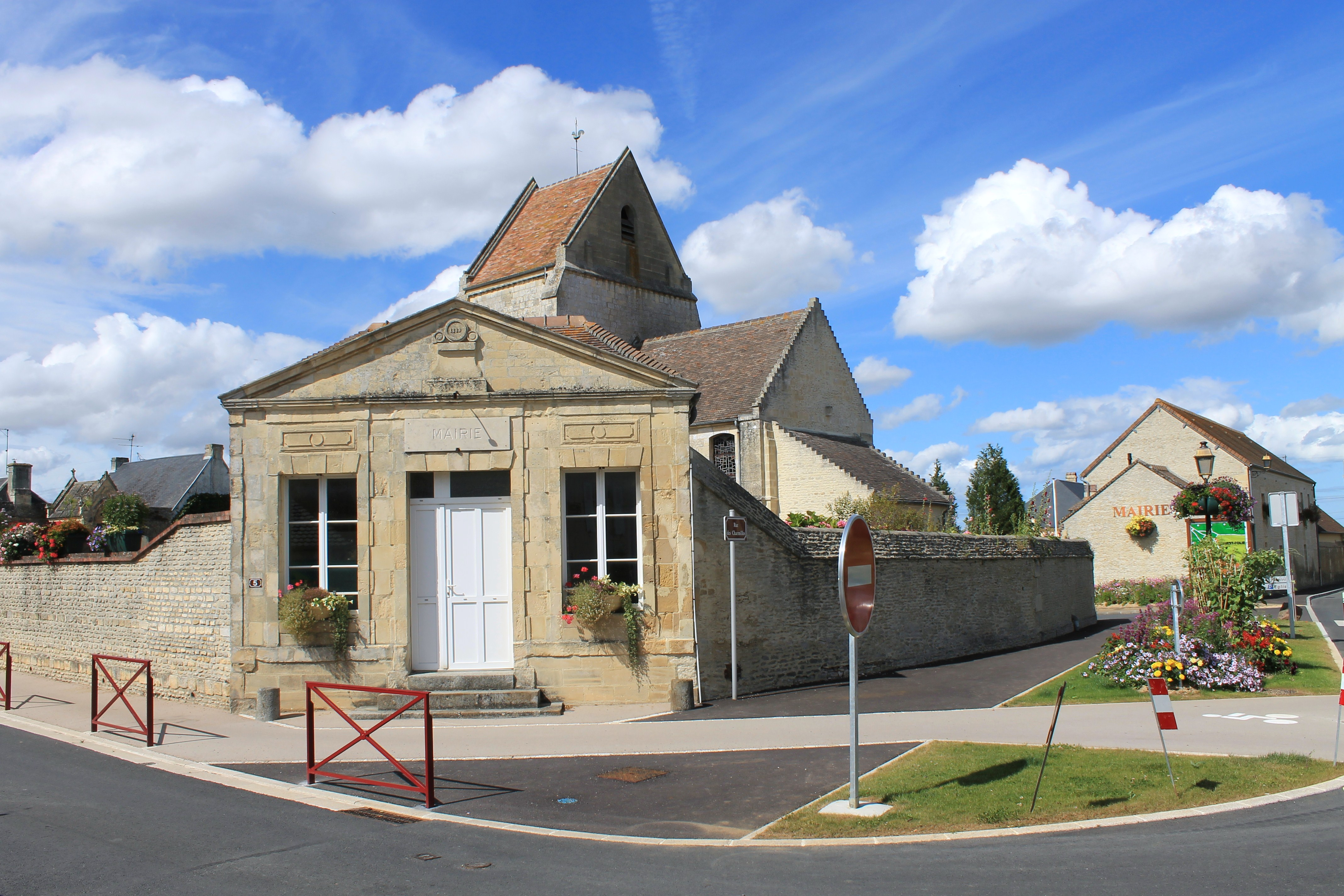
Autre vue extérieure avec l'église.
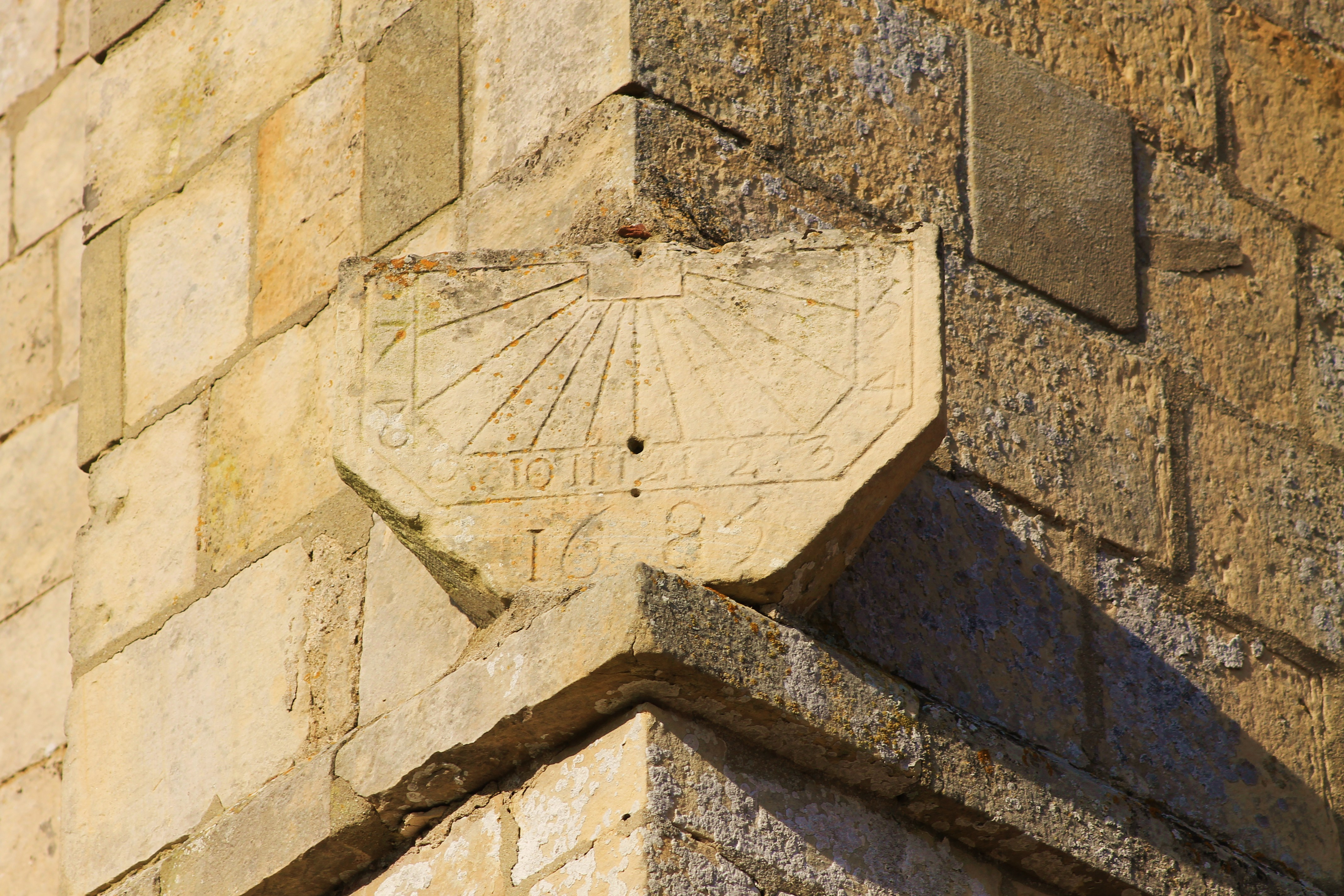
Cadran solaire sur la façade de l'édifice.